# Y Antliae
Y Antliae är en förmörkelsevariabel Algol-typ (EA) i stjärnbilden Luftpumpen. 
Y Antliae varierar mellan visuell magnitud +10,0 och 10,7 med en period av 6,1039 dygn.